# Nikolai Nikolajewitsch Obrutschew

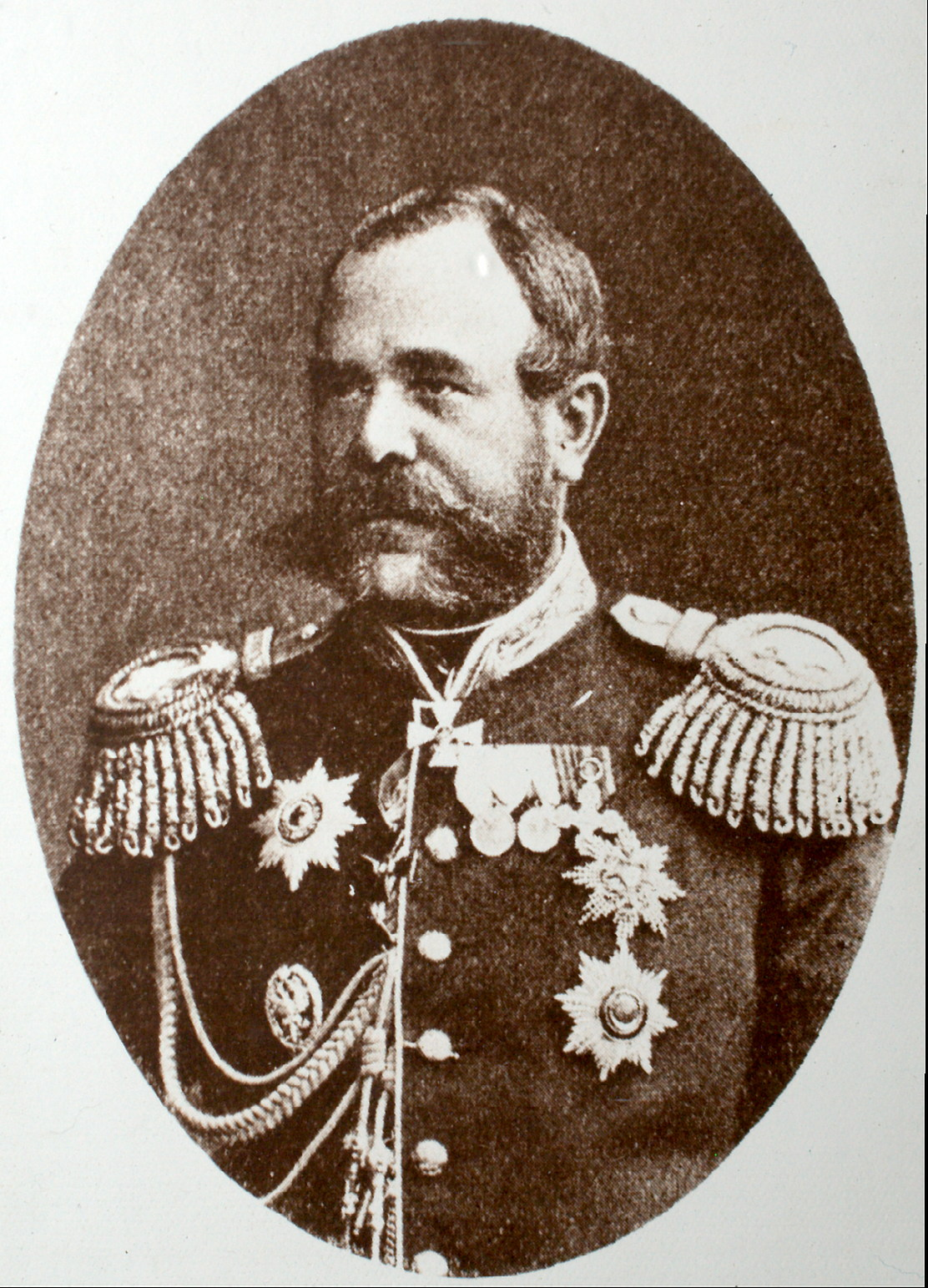
Nikolai Nikolajewitsch Obrutschew

Nikolai Nikolajewitsch Obrutschew, russisch Никола́й Никола́евич О́бручев, (* 21. Novemberjul. / 3. Dezember 1830greg. in Sankt Petersburg oder Warschau; † 25. Junijul. / 8. Juli 1904greg. in Périgueux) war ein russischer General.

## Leben
Obrutschew trat 1848 in die Armee ein, widmete sich von Anfang an mit besonderem Eifer und Erfolg den Militärwissenschaften und veröffentlichte bereits 1850 seine erste Schrift: Versuch einer Geschichte der Kriegskunst in Russland. 1852 wurde er zur weiteren wissenschaftlichen Ausbildung zur Nikolai-Akademie des Generalstabs kommandiert, gab 1853 eine Übersicht über die handschriftlichen und die gedruckten Denkmäler, die sich auf die Geschichte der Kriegskunst bis zum Jahr 1725 beziehen, heraus, wurde 1856 zum Professoradjunkten und 1857 zum Professor der Militärstatistik an der Nikolai-Akademie sowie 1861 zum Mitglied des gelehrten Militärkomitees ernannt. 1866 erhielt er unter Beförderung zum Generalmajor das Amt eines Vorsitzenden dieses Komitees und hatte an der Armeeorganisation, der Redaktion des Reglements für die Wehrpflicht und der Ausarbeitung der Bestimmungen über die Reichslandwehr und die Ersatz-, Lokal- und Reservetruppen hervorragenden Anteil. 1871 wurde er General à la suite des Kaisers und 1873 Generalleutnant. Wertvoll ist sein 1874 von ihm herausgegebenes statistisches Werk Wojenno-statistitscheskij Ssbornik.
Im Russisch-Türkischen Krieg wurde Obrutschew dem Generalstab der Kaukasusarmee unter dem Großfürsten Michael zugeteilt und führte durch seine Anordnung der von Lasarew ausgeführten Umgehungsbewegung den Sieg am Aladja Dagh (15. Oktober 1877) herbei. 1878 wurde er zum Generaladjutanten und 1881 vom neuen Kriegsminister Wannowski zum Chef des Großen Generalstabs ernannt. Obrutschew war als Panslawist ein heftiger Gegner Deutschlands und ein eifriger Vertreter des Bündnisses mit Frankreich. So gehörte er von 1890 bis 1892 zu den Verhandlern des geheimen russisch-französischen Militärabkommens, das beide Mächte am 17. August 1892 unterzeichneten. Er überzeugte auch Nikolaus II., im Ersten Japanisch-Chinesischen Krieg von 1894 bis 1895 nicht zu intervenieren. 1897 wurde er aus Gesundheitsrücksichten entlassen und zum Mitglied des Reichsrats befördert. Im Dezember 1888 wurde er Ehrenmitglied der Russischen Akademie der Wissenschaften in St. Petersburg. Er starb am 8. Juli 1904 im Alter von 73 Jahren in Frankreich.